# 菲利普·斯凱勒
菲利普·約翰·斯凱勒（英語：Philip John Schuyler，1733年11月20日—1804年11月18日），通常簡稱為菲利普·斯凱勒，是美國獨立戰爭時期的將軍，美國獨立後獲選為第一任紐約州參議員。

## 生平
1733年出生于英屬紐約省奧爾巴尼，家族為荷蘭裔移民，他属于斯凱勒家族的第三代成员。斯凱勒年少讀書，在法國印第安人戰爭爆發後從軍，主要負責軍需補給。戰爭期間，斯凱勒開始在奧爾巴尼投資房產，戰後則擴展業務至薩拉托加縣一帶。
1768年，斯凱勒獲選為紐約省議會議員，開始從政生涯，並且反對英國國會及殖民政府施行的經濟政策。1775年斯凱勒獲選為大陸會議議員，但不久便被議會任命為准將，負責指揮大陸軍遠征加拿大。不過斯凱勒中途患病，大陸軍最終由理查德·蒙哥馬利代為指揮。1777年英軍發動薩拉托加戰役，自尚普蘭湖南侵。斯凱勒起初負責部署防軍，後來遭到霍雷肖·蓋茨指控他疏於職守，而被大陸議會撤職。
獨立戰爭結束後，斯凱勒獲選為紐約州參議院議員（1780年-1784年）及州測量總監（New York State Surveyor General，1781年-1784年）。1789年斯凱勒獲選為第一任紐約州參議員。斯凱勒在1791年尋求連任失敗，被阿龍·伯爾取而代之，但他在1797年選舉成功擊敗伯爾，捲土重來。1798年斯凱勒因病而辭去參議員一職，最後在1804年去世。
斯凱勒的長女安傑莉卡（Angelica，1756-1814）嫁給了英國國會議員約翰·巴克·丘奇；次女伊莉莎白（Elizabeth，1757-1854）嫁給了美國第一任財政部長亚历山大·汉密尔顿；兒子菲利普·杰里迈亚·斯凯勒（Philip，1768-1835），後來亦獲選為美國眾議員。